# Очкаси
Очка́си (рос. Очкасы, чув. Очкасси) — присілок у складі Красноармійського району Чувашії, Росія. Входить до складу Ісаковського сільського поселення.
Населення — 24 особи (2010; 23 у 2002).
Національний склад:
- чуваші — 100 %